# 速水ゆかこ
速水 ゆかこ（はやみ ゆかこ、1987年11月20日 - ）は、日本の女優、漫画家。秋田県出身。俳優時代の所属事務所はアイモーション。
桐朋学園芸術短期大学演劇科卒。女優、声優、歌手、MC等、関東を中心に活動していた。趣味はお絵かき、カラオケ、アニメ鑑賞（特に聖闘士星矢を好む）。
2017年にコミックガムの連載漫画『BLTサンドイッチカフェ』の作画を担当。以後漫画家として活動する。

## 作品リスト

### 漫画
- BLTサンドイッチカフェ (作画) [2]
- 比丘尼の島殺人事件～お嬢様事件簿～ [4]
- 西洋音楽の伝道師 小松耕輔 (作画)[5]
- 非攻略対象のハイスペ公主様が確実に外堀を埋めてきて逃げられそうにありません (作画) [6]